# 차슈카시

차슈카 시의 위치

차슈카시(마케도니아어: Општина Чашка)는 마케도니아 공화국 중부에 위치한 지방 자치체로 행정 중심지는 차슈카이며 면적은 819.45km2, 인구는 7,673명(2002년 기준)이다. 북쪽으로는 스투데니차니 시와 젤레니코보 시, 동쪽으로는 벨레스 시와 로소만 시, 그라드스코 시, 서쪽으로는 마케돈스키브로드 시와 돌네니 시, 남쪽으로는 카바다르치 시, 프릴레프 시와 접한다.